# Çò des de Sancho
Çò des de Sancho és una obra de Betren, al municipi de Vielha e Mijaran (Vall d'Aran) inclosa a l'Inventari del Patrimoni Arquitectònic de Catalunya.

## Descripció
Antic habitatge amb el portal de la cort encarat al nord, que dona al carrer de Sant Sadurnin. A través d'aquest portal s'accedia a un pati interior per les següents dependències: casal, borda, i galeria elevada formant un annex independent, amb l'espai inferior dedicat a diverses funcions (llenyer, corrals etc.). La porta d'accés, construïda amb blocs de marbre blanc, presenta la llinda que duu la següent inscripció: V[idal] D[eó]// AÑO 1885.
Actualment la casa queda orientada a migdia, amb llucanes en una coberta a dues aigües i teulada de pissarra. La galeria ha estat substituïda per edificacions modernes.

## Història
Tradicionalment Es de Sancho eren un dels habitatges més importants de Betren i de la Val fins i tot, posseïen finques i propietats arreu, tenien el molí de Betren i un altre Casarilh (les ruïnes del qual es troben en la part Es de Sancho) Sanç cònsol de Betren aconseguí la ratificació dels costums de la Val (1298). En el Capbreu de Betren comparteix ja un senyor Pere de Sancio (1313) que seria descendent d'aquell primer. Posteriorment, el famós tractant de mules Joan Deó Espanha propietari de Çò de Sancho esdevingué un dels negociants més rics de la Val. En les fotografies del nucli de Betren, de començament segle XX (abans de fer-se l'actual carretera) destaca darrera de la casa un grandiós verger tot rodejat per un alt mur.